# کلینوگ فاور
کلینوگ فاور (به انگلیسی: Clynnog Fawr) یک منطقهٔ مسکونی در بریتانیا است که در گوینز واقع شده‌است. کلینوگ فاور ۹۹۷ نفر جمعیت دارد.